# Алабугатские татары
Алабугатские татары, утар-алабугатские татары (также ногайцы-алабугаты, утары, тат. алабугат татарлары, утарлар, ног. утар ногъайлар, калм. мангад) — этническая группа в составе астраханских татар. Как и большинство астраханских татар, не выделяют себя как особую этническую общность, и в основном причисляют себя к татарам, и в ходе переписи 2010 года принадлежность к алабугатским татарам указали семь человек. Характеризуются дисперсным расселением и культурно-языковой близостью к казанским татарам.

## Этнонимы
Этноним утар восходит к ут-ар, где определением является слово ут — трава или огонь. Таким образом, утар — люди с тотемом «трава» или люди, имеющие дело с огнём. Этноним алабугатцы происходит от названия станции Алабугская — места кочёвки.

## Этногенез
Сформировались в конце XVIII века в результате административного объединения группы из 100 кибиток кочевых юртовских татар (родов джембойлык и бешугыл), части окалмыченных казахов-томутов, туркмен и зензелинскими татар (появившихся, в свою очередь, в результате смешения юртовских ногайцев с казанскими татарами и мишарами), а впоследствии к ним присоединились и 25 семей кочевых «татар Бухарского двора», причём ногайцы сыграли основную роль в этногенезе этой небольшой группы.
Во второй половине XIX века кочевали в районе почтовых станций Алабугской и Талагай-Терновской на побережье Каспийского моря. В XX веке осели, образовав два селения. В связи с школьным преподаванием на татарском языке с 1930-х до 1962 года, испытали этнокультурное влияние татар, частично перешли на татарский язык. Л. Ш. Арсланов отмечал в 1980 году, что в этническом развитии алабугатских татар тенденция сближения (тенденция к консолидации) с татарской нацией не наблюдается. Данная группа сохраняет свой язык, этнографические и бытовые особенности, этническое самосознание и самоназвание, позволяющие считать её самостоятельной этнической группой с самостоятельным языком. К настоящему времени в силу малочисленности алабугатцев вопрос преподавания ногайского языка в школах не ставится, дети обучаются в русских школах и изучают калмыцкий язык. При этом самосознание «ногай» утары сохранили. Однако при подготовке Всероссийской переписи населения 2002 года было принято решение о включении утар в астраханские татары.

## Расселение
Проживают в Республике Калмыкия в городе Лагань, сёлах Улан-Хол и Северное, в Астраханской области — в сёлах Зензели и Янго-Аскер. Говорят на алабугатско-татарском языке. Оценка численности 1979 г. — 383 чел., 1989 г. — 422 чел., по переписи 2002 года назвали себя алабугатскими татарами лишь 5 чел. По переписи 2010 года владение языком алабугатских татар указали 1144 человека.